# 岡山県道・鳥取県道116号羽出三朝線
岡山県道・鳥取県道116号羽出三朝線（おかやまけんどう・とっとりけんどう116ごう はでみささせん）は、岡山県苫田郡鏡野町から鳥取県東伯郡三朝町に至る一般県道である。

## 概要
岡山県苫田郡鏡野町羽出から鳥取県東伯郡三朝町下西谷に至る。

### 路線データ
- 起点：岡山県苫田郡鏡野町羽出（国道179号交点）
- 終点：鳥取県東伯郡三朝町大字下西谷（国道482号交点、鳥取県道283号大谷曹源寺線上）
- 通行不能区間：岡山県苫田郡鏡野町羽出 - 鳥取県東伯郡三朝町田代

## 路線状況

### 重複区間
- 岡山県道445号下和奥津川西線（岡山県苫田郡鏡野町羽出）
- 鳥取県道283号大谷曹源寺線（鳥取県東伯郡三朝町大字上西谷 - 東伯郡三朝町大字下西谷（終点））

## 地理

### 通過する自治体
- 岡山県
  - 苫田郡鏡野町
- 鳥取県
  - 東伯郡三朝町

### 交差する道路
| 交差する道路                                     | 都道府県名 | 市町村名 | 市町村名 | 交差する場所 | 交差する場所 |
| ------------------------------------------------ | ---------- | -------- | -------- | ------------ | ------------ |
| 国道179号                                        | 岡山県     | 苫田郡   | 鏡野町   | 羽出         |              |
| 岡山県道445号下和奥津川西線 重複区間起点         | 岡山県     | 苫田郡   | 鏡野町   | 羽出         |              |
| 岡山県道445号下和奥津川西線 重複区間終点         | 岡山県     | 苫田郡   | 鏡野町   | 羽出         |              |
| 通行不能区間                                     |            |          |          |              |              |
| 鳥取県道283号大谷曹源寺線 重複区間起点           | 鳥取県     | 東伯郡   | 三朝町   | 大字上西谷   |              |
| 国道482号 鳥取県道283号大谷曹源寺線 重複区間終点 | 鳥取県     | 東伯郡   | 三朝町   | 大字下西谷   | 終点         |

### 沿線
- 羽出西谷川
- 東谷ダム